# Microrégion de Vassouras
La microrégion de Vassouras est une des microrégions de l'État de Rio de Janeiro appartenant à la mésorégion métropolitaine de Rio de Janeiro. Elle couvre une aire de 1 553 km2 pour une population de 160 196 habitants (IBGE 2005) et est divisée en six municipalités.

## Microrégions limitrophes
- Barra do Piraí
- Itaguaí
- Rio de Janeiro
- Serrana
- Três Rios
- Vallée du Paraíba Fluminense

## Municipalités[1]
- Engenheiro Paulo de Frontin
- Mendes
- Miguel Pereira
- Paracambi
- Paty do Alferes
- Vassouras